# Hitman (Computerspielreihe)
Hitman ist eine Stealth-Videospiel-Serie des dänischen Entwicklerstudios IO Interactive. Sie handelt von dem im Genlabor erschaffenen Auftragsmörder Agent 47, dessen Fähigkeiten darauf ausgerichtet sind, emotionslos und zielgerichtet zu töten. Er wird lediglich mit dem Codenamen 47 oder als Agent 47 bezeichnet, in einzelnen Missionen trägt er Decknamen wie Tobias Rieper oder Herr Metzger. In den Spielen kann man von der standardmäßigen Third-Person-Perspektive zur Egoperspektive wechseln.
Anfang 2023 wurde Hitman 3 in Hitman: World of Assassination umbenannt. In dem Zuge wurden die ersten beiden Teile des Reboots aus dem Verkauf genommen.

## Beschreibung
Mit dem ersten Teil der Hitman-Serie erschien im Jahr 2000 ein neuer Typus eines Computerspiel-Protagonisten: Der Spieler schlüpft in die Rolle eines glatzköpfigen Auftragskillers, der buchstäblich nur dazu geboren wurde, für Geld zu töten.
Fans der Spielreihe betonen die Stealth-Komponente: Die beste Wertung für eine Mission wird vergeben, wenn so wenig wie möglich (am besten gar keine) Schüsse aus einer Waffe abgefeuert werden und 47 bis zum Ende der Mission unentdeckt bleibt. Sie sehen den Reiz der Spielserie vor allem in der großen Handlungsfreiheit, mit der man auf diese Weise die Einsatzziele erreichen kann, das heißt, dass bei den meisten Missionen eine Vielzahl von Lösungswegen möglich ist, bei der das Ziel lautlos ausgeschaltet werden kann, sodass keine anderen Spiel-Charaktere (Unschuldige oder selbst Leibwächter der Zielperson) zu Schaden kommen.
Kritiker heben neben der fragwürdigen Thematik des Auftragmordens die Shooter-Komponente hervor: Wie bei klassischen Ego-Shootern (Half-Life, Quake) ist die Simulation von Massenmord durch wildes Umsichschießen möglich – in den meisten Missionen wird auf diesem Weg schneller das Einsatzziel und damit der Übergang zur nächsten Mission erreicht, auch wenn das Spiel dies durch sehr schlechte Bewertung des Spielers ahndet. Jedoch macht vor allem die nüchterne und detaillierte Darstellung mitunter qualvoller Mordszenarien (zum Beispiel Foltertod durch Stromschläge oder Hitzetod in einer verschlossenen Sauna) Hitman zu einer umstrittenen Computerspielreihe, die erst ab Erreichen der Volljährigkeit legal erworben werden darf. Der erste Teil der Hitman-Reihe wurde in Deutschland indiziert und durfte nicht mehr öffentlich beworben, minderjährigen vorgeführt oder verkauft werden, die Teile 2, 3 und 4 erhielten keine Jugendfreigabe. Am 28. September 2012 gab Square Enix bekannt, dass die BPjM auf Anfrage des Publishers Hitman: Codename 47 von der Liste jugendgefährdender Medien gestrichen hat und die Indizierung damit aufgehoben wurde.
Im November 2004 war das Spiel Hitman: Contracts Gegenstand eines Berichts des ZDF-Nachrichtenmagazins Frontal21 über Gewalt in Computerspielen und deren Auswirkungen auf Jugendliche. Dabei wurde das Spiel anhand der Intro-Mission Nachspiel im Sanatorium aus der beschriebenen Sicht der Kritiker dargestellt.
Neben einer Klaviersaite als Würgeschlinge (Garrotte), teilweise schallgedämpften Pistolen (Beretta, Colt M1911, AMT Hardballer) und Scharfschützengewehren können in Hitman viele weitere Waffen eingesetzt werden: Maschinen- und Sturmgewehre wie AK-47, M4 und M60, Maschinenpistolen wie Micro-Uzi und MP5 sowie Pumpguns und Messer. Des Weiteren können, meist missionsgebunden, Nutzgegenstände wie Golfschläger, Axt, Fleischerhaken oder Kopfkissen als Mordinstrument verwendet werden. In Hitman: Absolution werden verstärkt Hände, Beine und Füße als Waffe eingesetzt.
| Veröffentlichung  | Titel                         | Plattform(en)                                                                                         | Absatz                                                                    |
| ----------------- | ----------------------------- | --- | ------------------------------------------------------------------------- |
| 19. Nov. 2000     | Hitman: Codename 47           | Microsoft Windows                                                                                     | 553.000 Einheiten (Stand 30. Juni 2006)                                   |
| 1. Okt. 2002      | Hitman 2: Silent Assassin     | Microsoft Windows, GameCube, PlayStation 2, Xbox                                                      | 3,6 Millionen Einheiten (Stand 30. Juni 2006)                             |
| 20. Apr. 2004     | Hitman: Contracts             | Microsoft Windows, PlayStation 2, Xbox                                                                | 1,9 Millionen Einheiten (Stand 30. Juni 2006)                             |
| 26. Mai 2006      | Hitman: Blood Money           | Microsoft Windows, PlayStation 2, Xbox, Xbox 360                                                      | 1,4 Millionen in den Handel ausgelieferte Exemplare im Geschäftsjahr 2006 |
| 20. Nov. 2012     | Hitman: Absolution            | Microsoft Windows, OS X, PlayStation 3, Xbox 360                                                      | 3,6 Millionen Einheiten (bis Ende 2013)                                   |
| 29. Jan. 2013     | Hitman: HD Trilogy            | PlayStation 3, Xbox 360                                                                               |                                                                           |
| 17. Apr. 2014     | Hitman Go                     | Microsoft Windows, Linux. PlayStation 4, PlayStation Vita, iOS, Android, Windows 10 Mobile            |                                                                           |
| 11. März 2016     | Hitman                        | Microsoft Windows, OS X, Linux, PlayStation 4, Xbox One                                               |                                                                           |
| 13. November 2018 | Hitman 2                      | Microsoft Windows, PlayStation 4, Xbox One                                                            |                                                                           |
| 11. Januar 2019   | Hitman HD Enhanced Collection | PlayStation 4, Xbox One                                                                               |                                                                           |
| 20. Januar 2021   | Hitman 3                      | Microsoft Windows, PlayStation 4, PlayStation 5, Xbox One, Xbox Series, Google Stadia Nintendo Switch |                                                                           |

## Hauptreihe

### Einzelspiele

#### Hitman: Codename 47
Neben der Bereicherung des Third-Person-Shooter-Genres setzte der erste Hitman-Teil noch aus anderer Sicht Maßstäbe im Bereich Computerspiel-Grafik: So war Hitman: Codename 47 eines der ersten Spiele, in der die Simulation der Bewegungsabläufe toter oder bewusstloser Spielfiguren durch eine Ragdoll-Engine erzeugt wird. Die realistische Darstellung von Leichen ist, wie auch bei anderen Spielen, in der die Ragdoll-Physik implementiert wurde, einer der Gründe für die Umstrittenheit der Hitman-Reihe. Daher wurde Hitman: Codename 47 auch als einziger Teil der Reihe indiziert. Es konnte nicht während einer Mission gespeichert werden, erst in späteren Hitman-Teilen wurde eine Speicherfunktion integriert. Die Indizierung des Titels wurde 2012 aufgehoben.

#### Hitman 2: Silent Assassin
47 hat sich in ein sizilianisches Kloster abgesetzt, um über seine Vergangenheit als Auftragsmörder nachzudenken. Seine einzige Vertrauensperson ist der Priester des Klosters, der von der ansässigen Mafia entführt wird. Um Informationen über den Verbleib des Priesters zu bekommen, nimmt 47 erneut Kontakt zu seinem früheren Arbeitgeber (International Contract Agency (ICA), auch genannt: „Die Agentur“) auf.
Hitman 2 konnte signifikante Verbesserungen zu seinem Vorgänger aufweisen: Neben einer detaillierteren Grafik wurde der Wechsel zwischen Egoperspektive und Third-Person-Perspektive realisiert. Die Schleichkomponente wurde durch Anzeige eines „Verdacht-Pegels“ verbessert, der ansteigt, wenn der Spieler sich auffällig verhält (schnelles Laufen, Waffe ziehen, unpassende Verkleidung). Des Weiteren wurde das „Silent Assassin“-System eingeführt, welches das Verhalten des Spielers je Mission bewertet: Bei äußerst aggressiver Bewältigung der Mission kann der Spieler die schlechteste Bewertung „Massenmörder“ erhalten. Die höchste Bewertung „Lautloser Killer“ (daher auch der Name Silent Assassin) wird in der Regel nur vergeben, wenn 47 bis zum Ende des Einsatzes getarnt bleibt (keine Entlarvungen oder Alarme) und außer der Zielperson maximal eine weitere feindliche Person getötet wird.
Im Gegenzug wurde jedoch das Bezahlungssystem aus dem ersten Hitman-Teil herausgenommen. Hier wurde eine unauffällige Ausführung eines Auftrages besser entlohnt als ein Auftrag mit Enttarnungen oder hoher Aggressivität.
Eine weitere Neuerung in Hitman 2 ist die Betäubung von Personen mit Chloroform. Wie schon im ersten Teil ist die Verkleidung ein wesentliches Spielelement in Hitman 2.
Schwächen des Spiels sind unter anderem in der KI der Gegner zu finden: In einem Raum mit nur einer Tür laufen Gegner hintereinander ins Visier des Spielers. Des Weiteren schießen sich Gegner in den Rücken, wenn sie hintereinander stehen.
Für den Soundtrack arbeitete der dänische Komponist Jesper Kyd mit dem Budapester Symphonieorchester zusammen.

#### Hitman: Contracts
In einem Hotelzimmer befindet sich der verletzte 47 und erinnert sich in Flashbacks an frühere Aufträge zurück. Der Spieler übernimmt die Rolle in diesen Aufträgen, während die Rahmenhandlung im Hotelzimmer von Videosequenzen zwischen den Missionen getragen wird. Die Missionen selbst hängen nur teilweise inhaltlich zusammen.
Das Ambiente ist düster gehalten. Die Aufträge spielen fast alle bei Nacht, oft regnet oder schneit es. Einige Spieler empfanden die Grafik als trist. Vier der zwölf Level sind ein Remake der Hongkong-Einsätze aus Hitman: Codename 47. Alle Missionen können, ausreichend spielerische Erfahrung vorausgesetzt, ohne einen Schuss aus einer Waffe absolviert werden.
Im Bereich Grafik gab es nur marginale Verbesserungen, unter anderem die Realisierung von Spiegeleffekten und eines Post Filters, der dem 3D-Hintergrund einen diffusen, nebelartigen Anschein gibt. Außerdem wurde ein Zeitlupeneffekt hinzugefügt, welcher kurz vor dem Tod des Agenten 47 in Erscheinung tritt.
Die Musik, vornehmlich ruhige Soundtracks mit Synthesizerklängen, wurde erneut von Jesper Kyd komponiert. Der künstlerische Wert seines opulenten Meisterwerks aus dem zweiten Teil sei dabei nicht erreicht, beanstandeten Kritiker.
Spieltechnisch gab es wenige nennenswerte Änderungen:
Die drei Schwierigkeitsgrade unterscheiden sich nicht mehr nur durch Anzahl der möglichen Speicherstände und durch den Informationsgehalt des Lageplans, sondern auch durch „Skepsis-Grad“ gegnerischer Personen. Des Weiteren wird die Inventarauswahl nicht mehr durch Begriffe, sondern durch 3D-Objekte dargestellt. Die Betäubung durch Chloroform wurde durch eine Betäubungsspritze ersetzt.
In der Presse erreichte das Spiel gute Wertungen, bemängelt wurden jedoch die spärlichen Verbesserungen und Veränderungen im Vergleich zum Vorgänger.

#### Hitman: Blood Money
Anfang November 2004 kündigte Eidos Interactive den vierten Teil von Hitman für das Frühjahr 2005 an. Das damals erste offizielle Artwork zeigt den Hitman vor einer großen „CASINO“-Leuchtreklame, was bereits darauf schließen ließ, dass Las Vegas ein Einsatzort sein würde. Tatsächlich spielt Blood Money in New Orleans, Las Vegas, Chile, Paris, San Diego, auf dem Mississippi River, in den Rocky Mountains und im Weißen Haus.
Zu den wichtigsten angekündigten Neuerungen dieses Titels gehört, dass die Vorgehensweise von 47 großen Einfluss auf folgende Missionen haben wird („Bekanntheits-System“): Je unbeherrschter er in seinen Missionen vorgeht, umso bekannter wird 47 und findet sich über kurz oder lang in diversen Zeitungsberichten wieder. Natürlich erschwert diese Publicity seinen Beruf als lautloser Killer. Umgekehrt gilt: Je geschickter und unauffälliger er sich bei einem Auftrag verhält, desto ahnungsloser werden die Gegner beim nächsten Auftrag sein. In Anlehnung an das Bezahlsystem aus dem ersten Hitman-Teil erhält 47 für erledigte Jobs eine Prämie, die er für Ausrüstung und Waffen-Upgrades oder für Informationen ausgeben kann. Das Balancing lässt hierbei allerdings Wünsche offen – das Geldverdienen ist kein entscheidender Faktor im Gameplay. Die Bezahlung für erfolgreiche Aufträge ist so exorbitant, dass man permanent mehr als genug Geld hat, um sich Upgrades zu besorgen oder Zeugen zu bestechen. Zudem lassen sich alle Levels mit der Standardausrüstung bewältigen, es sei denn, man will sehr brutal spielen.
Im März 2005 gab Eidos im Rahmen der Veröffentlichung negativer Geschäftsergebnisse die Verschiebung des Erscheinungsdatums auf die zweite Jahreshälfte bekannt. Dieser Termin hatte bis Mitte Juli 2005 Bestand, als mitgeteilt wurde, dass der vierte Teil erst Anfang 2006 erscheinen werde. Das genaue Erscheinungsdatum war der 26. Mai 2006.
Neben der Standardverkaufsversion ist auch eine Collector’s Edition und eine kostenlose Demoversion, bei der sich das erste Level vollständig spielen lässt, verfügbar.
In Hitman: Blood Money gibt es viele Neuerungen. Die wohl einschneidendste Neuerung sind die Waffenupgrades.
Man kann sich je nach Budget und Spielfortschritt zum Beispiel einen Schalldämpfer, Extra-Munition, größere Magazine, Zielvorrichtungen etc. für seine Waffen kaufen. Am Anfang einer Mission kann man wertvolle Informationen über die Gewohnheiten der Zielperson oder Lücken in der Sicherheit erwerben.
Ein weiterer Punkt, der den neuesten Hitman-Teil realistischer macht:
In einigen Missionen befinden sich Videokameras. Wird man von diesen während eines Einsatzes gefilmt, führt dies dazu, dass der Bekanntheitsgrad steigt und es vorkommen kann, dass man selbst in einer Verkleidung erkannt wird.
Der Bekanntheitsgrad lässt sich dadurch senken, dass man entweder das entsprechende Videotape stiehlt oder am Ende der Mission eine neue Identität kauft bzw. etwaige Zeugen besticht.
Eine Neuerung gegenüber dem dritten Hitman-Teil ist auch die Speicherung bzw. das Laden des Spiels. Während des Spiels ist das Speichern möglich, wenn man allerdings das Spiel/Level beendet, bevor die Mission erfüllt ist, verfallen die Spielstände, man beginnt in dem Level somit wieder von vorne – IO begründete dies etwas vage mit Problemen, die sich beim Speichern im Zusammenhang mit dem Bekanntheits-System ergaben. Eine Neuerung ist, dass man nach dem Laden des Profils den Schwierigkeitsgrad (vier Stufen) neu bestimmen kann.

#### Hitman: Absolution

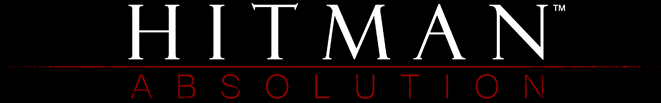
Logo von Hitman: Absolution

Bereits auf der Games Convention 2008 wurde seitens des Entwicklers IO Interactive ein fünfter Teil der Serie angekündigt, als deren Lead-Designer Jens P. Kurup auf Anfrage einer Website, ob ein weiterer Teil von Hitman geplant sei, mit „Definitiv!“ antwortete. Gleichzeitig versprach er einige spielerische Änderungen. Um welche es sich dabei handelt und wann der fünfte Teil erscheinen soll, wurde jedoch nicht verraten. Eine Veröffentlichung stand damals jedoch noch in weiter Ferne, da das Entwicklerstudio an Kane & Lynch: Dead Men arbeitete. Anfang April 2009 tauchte auf einer amerikanischen Online-Plattform ein Eintrag von IO-Interactive-Level-Designer Vilijar Sommerbakk auf, der in seinem Profil darauf verwies, dass er derzeit an Hitman 5 arbeite; genaue Informationen zu Gameplay und einem möglichen Termin werden jedoch weiterhin verschlossen gehalten. Im Mai 2009 wurde Hitman 5 schließlich offiziell angekündigt, welches wie die Vorgänger von IO Interactive entwickelt wird. Im Juni 2009 wurde bekannt, dass Hitman 5 Ende 2010 erscheinen sollte. Außerdem wurde erwähnt, dass im neuen Teil Agent 47 eine „komplett neue Richtung einschlagen“ werde. Im Juli 2010 tauchten auf der Website von Great Graphics, die auch an der Entwicklung von Kane and Lynch 2: Dog Days beteiligt sind, zwei Artworks auf, welche auf eine Veröffentlichung von Hitman 5 im Jahr 2011 hindeuten. Im August 2010 gab ein ehemaliger Beschäftigter von IO Interactive weitere Details zum fünften Teil bekannt, unter anderem dass nun ein anderes Entwicklerteam an dem Titel arbeite.
Im Mai 2011 wurde Hitman: Absolution schließlich enthüllt. Es erschien am 20. November 2012 für den PC, die Xbox 360 und die PlayStation 3. Am 15. Mai 2014 erschien das Spiel für MacOS.
2012 erschien Hitman: Sniper Challenge, ein eigenständiges Spiel mit einem einzigen Level, das nur für Vorbesteller von Absolution verfügbar ist.
Kritik der Presse
Das Magazin GBase.ch hat Hitman: Absolution eine Wertung von 8.5 verliehen. Im Testbericht wurden vor allem der große Handlungsfreiraum, die abwechslungsreich gestalteten Levels sowie die gute Synchronisation gelobt. Im Gegenzug wurden beispielsweise die Aussetzer der KI und die neu eingeführte Bullet Time bemängelt.

#### Hitman

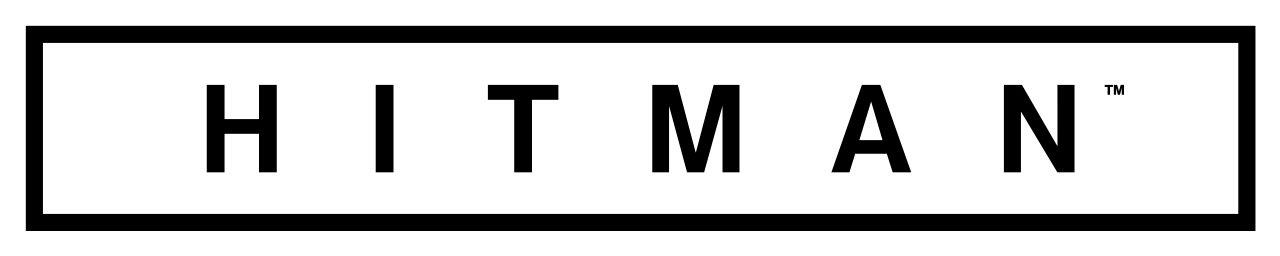
Logo von Hitman

Am 11. März 2016 erschien ein weiterer Teil der Serie unter dem Namen Hitman für Windows, Linux, macOS, Xbox One und PlayStation 4.
Die Story knüpft nicht direkt an die Vorgänger an. Im Tutorial erlebt man 20 Jahre in der Vergangenheit die Aufnahmeprüfung des Protagonisten "47" durch seinen späteren Arbeitgeber ICA (ein globaler Auftragsmörder-Konzern) in zwei Trainingsmissionen. Im Anschluss begibt man sich wieder in die Gegenwart, wo der Rest der Story anknüpft.
Das Spiel wurde in einem episodischen Format veröffentlicht; zirka alle fünf bis sechs Wochen wurde ein neuer Schauplatz hinzugefügt. Die finale Episode wurde am 31. Oktober 2016 veröffentlicht. Diese Episoden können einzeln erworben werden oder für den Betrag des Vollpreisspieles als Komplettpaket im Vorhinein gekauft werden, was eine geringe Ersparnis mit sich bringt. Eine Retail-Version mit allen Episoden ist am 31. Januar 2017 veröffentlicht worden.
Zusätzlich zu den Storymissionen existiert ein Auftragsmodus, in dem Spieler eigene erstellte Aufträge veröffentlichen können, ebenfalls stellt der Eskalationsmodus immer schwieriger werdende Ziele in Aussicht, hier aber ohne die im Hauptspiel vorhandene Speichermöglichkeit. Zusätzlich werden zeitlich begrenzte, einmalige Events in Form von nur einige Tage erscheinenden Zielpersonen veröffentlicht.
Anfang November 2016 hat Entwickler IO-Interactive eine zweite Staffel offiziell angekündigt. Aufgrund einer engen Verknüpfung zur vorherigen Staffel können Ausrüstung und Unlocks von vorherigen Episoden übernommen werden. Des Weiteren ist man in der Lage, zu den bisherigen Schauplätzen zurückzukehren.
Am 7. November 2017 wurde eine Game Of The Year (GOTY)-Edition veröffentlicht. Sie enthält zusätzlich zum kompletten Originalspiel eine neue, vier Missionen umfassende Kampagne sowie drei neue Verkleidungen. Besitzer des Originalspiels können für ca. 20 € auf die GOTY-Edition upgraden. Gleichzeitig wurde ein kostenloses Update veröffentlicht, welches die Benutzeroberfläche und die Lichtstimmung in allen Schauplätzen überarbeitete. Außerdem werden die bisher nur einmalig verfügbaren und zeitlich begrenzten "Elusive Targets" der Reihe nach wieder reaktiviert.

#### Hitman 2

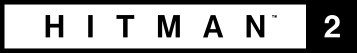
Logo von Hitman 2

Am 7. Juni 2018 wurde ein weiterer Teil der Serie, unter dem einfachen Namen Hitman 2, für den 13. November 2018 seitens des Entwicklers IO Interactive angekündigt. Das siebte Spiel der Hauptreihe erzählt die Geschichte des Vorgängers weiter, wobei es anders als beim Vorgänger nicht in Episoden spielt, sondern als vollständiges Spiel verkauft wird. Neu für die Hitman-Reihe ist ein Echtzeit-Mehrspieler-Modus, bei dem die Spieler kooperativ Missionen abschließen müssen.

#### Hitman 3

Logo von Hitman 3

Am 20. Januar 2021 veröffentlichte IO Interactive mit Hitman 3 den letzten Teil der World-of-Assassination-Trilogie. Der achte Teil der Serie spielt unter anderem in Dubai, Dartmoor, Chongqing, und Berlin. Spieler, die bereits die Vorgänger Hitman (2016) und Hitman 2 (2018) gespielt haben, können die Spielstände, Karten und Levels aus jenen Spielen auf Hitman 3 übertragen.

### Kollektionen

#### Hitman HD Trilogy
Im Dezember 2012 kündigte Square Enix die Hitman HD Trilogy für PlayStation 3 und Xbox 360 an. Die HD-Sammlung enthält Hitman 2: Silent Assassin, Hitman: Contracts und Hitman: Blood Money und erschien am 1. Februar 2013. Die Spiele wurden für die HD Trilogy optisch überarbeitet. Ausgenommen ist Blood Money, welches keine Änderungen zum 2006 für die Xbox 360 veröffentlichtem Spiel bietet, aber in der Trilogy erstmals für die PlayStation 3 erschien. Ein Update davon erschien 2019 in Form einer 4K-Remastered Version von Warner Bros. Interactive Entertainment unter dem Titel Hitman HD Enhanced Collection auf der PlayStation 4 und Xbox One.

#### World of Assassination
Die World-of-Assassination-Trilogie ist eine Kollektion der Hitman-Reihe bestehend aus den Spielen Hitman (2016), Hitman 2 (2018) und Hitman 3 (2021), in der es primär darum geht wie 47 und Diana Burnwood mit ihren späteren Verbündeten versuchen, die Organisation Providence zu stürzen. Von der Trilogie ist auch eine VR-Version verfügbar.

## Wiederkehrende Personen

### Charaktere
Agent 47

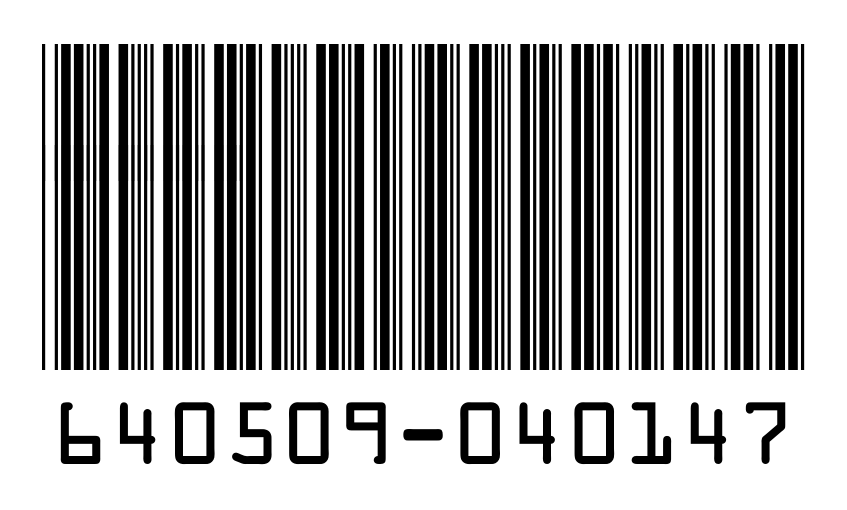
47s Barcode basierend auf Bildern aus Dr. Ort-Meyers Tagebuch

Agent 47 (* 5. September 1964 in Satu Mare, Rumänien) ist ein großer, glatzköpfiger Mann, welcher im Genlabor aus der Kombination der DNA von fünf Männern entstanden ist. Sein „Geburtstag“ ist der 5. September 1964. Das Labor befindet sich in einer umfunktionierten rumänischen psychiatrischen Klinik, in der 47 die ersten 30 Lebensjahre verbrachte, stets bewacht von Ärzten und Sicherheitskräften. Wie den anderen Testpersonen aus den Genexperimenten wurde 47 ein Barcode auf den Hinterkopf tätowiert, um mit Hilfe von Scannern, die in den Anstaltsräumen angebracht wurden, leichter eine Identifizierung und Überwachung aller Experimente vorzunehmen. 47 kleidet sich bevorzugt mit einem maßgeschneiderten schwarzen Anzug, Hemd, einer burgunderfarbenen Krawatte sowie schwarzen Handschuhen. Zu seinen Markenzeichen zählen ebenfalls die Silver Ballers, zwei modifizierte silberfarbene Colt-M1911-Lizenzbauten von Springfield Armory, Inc. (auch AMT Hardballer) und ein schwarzer Aktenkoffer mit dem Symbol des Hitman-Projekts, worin er ein zerlegtes Scharfschützengewehr (eine Walther WA 2000) transportieren kann. Wenn 47 unterwegs ist, trägt er Decknamen wie Tobias Rieper, die eine sarkastische Anspielung auf seine Arbeit sind (Rieper entspricht phonetisch dem englischen Wort Reaper, deutsch: „Sensenmann“). Außerdem ist er der letzte Überlebende seiner Experimentreihe. Alle restlichen Testpersonen bis auf eine werden von 47 am Ende des ersten Teils im Sanatorium getötet, samt seinem „Vater“, Prof. Dr. Otto Wolfgang Ort-Meyer. Sein letzter überlebender „Bruder“ wird von 47 am Ende von Teil 2 in St. Petersburg exekutiert. Des Weiteren schnitt sich Agent 47 seine Tätowierung nach dem dritten Level in Hitman: Absolution heraus. Die Gründe scheinen zu sein, dass er nicht weiter als Attentäter leben will, weil er es Diana versprochen hatte. In der vielgelobten Synchronisation der deutschen Fassung der Spiele leiht Torsten Michaelis 47 seine Stimme. Während der gesamten Reihe wird er als präzisester, bester und nicht zuletzt diskretester Attentäter der Welt beschrieben.
Lucas Grey
Lucas Grey (auch bekannt als Subject 6 (englisch ‚Testperson 6‘) oder der Shadowclient (englisch ‚Schattenklient‘)) ist ein ehemaliger Freund von 47 aus Kindertagen und ebenfalls ein Produkt der Genexperimente von Ort-Meyer. Er ist wie 47 ein Einzelgänger, der erst allein bzw. nur mit seiner Privatmiliz und später zusammen mit Agent 47 versucht, die Vormachtstellung von Providence zu kippen und die gesamte Organisation zu zerschlagen. Im Gegensatz zu 47 kann er sich noch an alles aus seiner Vergangenheit erinnern, es emotional fühlen und ist als Folge dessen noch misstrauischer als dieser, sodass er selbst Diana Burnwood gegenüber dauerhaft Zweifel hat. Grey spielt ab der World-of-Assassination-Trilogie eine bedeutende Rolle in der Reihe.
Diana Burnwood
Diana Penelope Burnwood (* 12. September 1972 in Beaconsfield, Buckinghamshire) ist 47s Auftraggeberin, die er bei der ICA kennenlernte. Ihr Aussehen ist lange unbekannt, da sie Anweisungen und Hintergrundinformationen nie persönlich an 47 weitergibt. Gleich zu Beginn des fünften Teils, Hitman: Absolution, wird aber das Geheimnis gelüftet und das Porträtfoto aus ihrer ICA-Akte gezeigt. Sie hat dunkelbraunes, schulterlanges Haar. Am Ende von Hitman: Blood Money rettet sie Agent 47 vermutlich das Leben, indem sie ihn mithilfe einer Spritze in einen scheintoten Zustand versetzt, als Polizeieinheiten sein Versteck stürmen. Sie hebt diesen Zustand kurz vor seiner Einäscherung mithilfe des Gegenmittels wieder auf. In Hitman: Absolution wird sie gegen Ende des ersten Levels von Agent 47 scheinbar getötet, taucht jedoch am Ende erneut auf. Sie wird in Hitman 2: Silent Assassin von Celine Fontanges gesprochen. Ab Hitman: Contracts leiht Petra Barthel ihr ihre Stimme.
Arthur Edwards
Arthur Edwards (auch bekannt als die Konstante) war der oberste Leiter der Organisation Providence in Anschluss an die vorherige Konstante, Janus. In Hitman 2 wird Edwards von 47 in der Mission ARK-Gesellschaft auf der Isle of Sgàil, einer kleinen Insel im Nordatlantik, gefangen genommen, entkommt aber am Ende des Spiels nach HAVEN wieder. Er ist in der World-of-Assassination-Trilogie zu sehen und ist der primäre Antagonist der Spiele. Er arbeitet, wie sich am Ende von Hitman 2 herausstellt, mit drei Beratern und damit Mitanführern von Providence zusammen, die sich als die Partner bezeichnen. Bei diesen Beratern handelt es sich um die Familien Ingram, Carlisle und Stuyvesant, die in Hitman 3 bis auf die Carlisles in Dubai ausgeschaltet werden, Alexa Carlisle wird von 47 in Dartmoor getötet. Auf dem Anwesen der Carlisles, Thornbridge Manor, findet 47 dann eine Fallakte von Edwards. Am Ende von Hitman 3 tötet 47 Edwards in den Karpaten in Rumänien.
Prof. Dr. Otto Wolfgang Ort-Meyer
Prof. Dr. Otto Wolfgang Ort-Meyer (* 1931 oder 1932 in Deutschland; auch nur Dr. Ort-Meyer) ist einer der fünf Erschaffer und DNA-Spender von 47 und Gegner in Hitman: Codename 47. Ein genialer, deutscher Wissenschaftler, der sich etwa 50 Jahre lang mit der Manipulation von Erbgut zur Erschaffung einer Armee perfekter Supersoldaten beschäftigt hat. Das erfolgreichste Produkt seiner Experimente, 47, benutzte er, um die anderen vier Masterminds hinter dem Projekt zu beseitigen. Als er in 48 eine vermeintlich bessere Testreihe sah, lockte er 47 zurück in das Sanatorium, um ihn von seinen Nachfolgern beseitigen zu lassen. 47 konnte jedoch diese Absicht erfolgreich umkehren und tötete seine Rivalen und schließend auch Ort-Meyer.
Agent Smith
Während in anderen Spielen aus dem Action-Genre direkte Arbeitnehmer von verbrechensbekämpfenden Regierungsorganisationen oftmals die Haupthelden sind (zum Beispiel NSA-Agent Sam Fisher im Stealth-Shooter Tom Clancy’s Splinter Cell), wird in Hitman der CIA-Agent Smith (* 3. September 1970; mit ganzem Namen Carlton Smith) als ein naiv-komischer Sekundärcharakter dargestellt. Bezeichnend dafür ist, dass er in allen Hitman-Teilen von 47 aus einer Folterkammer befreit werden muss, stets nur bekleidet mit einer Unterhose mit dem Muster der US-Flagge. Im zweiten Teil wird er zudem als Alkoholiker charakterisiert. In Teil 4 muss 47 den Agenten aus einer Entzugsklinik befreien, die ihre Patienten nur geheilt oder tot entlässt. Deshalb bringt 47 Smith mit einem Serum in einen scheintoten Zustand und belebt ihn am Ende des Auftrags mit einem Gegenmittel wieder. Nach der zweiten Las-Vegas-Mission überrascht er 47 in dessen Auto und gibt ihm den Auftrag, den Vizepräsidenten der Vereinigten Staaten und den Killer Mark Parchezzi III zu töten, um einen Anschlag auf den Präsidenten zu verhindern. Mit Ausnahme von Hitman: Absolution taucht Agent Smith in allen Hitman-Teilen bis Hitman 3 (2021) auf.
Lei Ling
Genau wie Agent Smith taucht Lei Ling (auch bekannt als Mei Ling) in fast allen Teilen in einer gleichartigen Handlung auf: Sie ist eine Prostituierte bei einem asiatischen Bandenchef (Lee Hong in Teil 1 und 3, Hayamoto in Teil 2) und möchte von 47 für eine Gegenleistung von ihrem Peiniger befreit werden. Die Begegnung mit ihr oder gar ihre Befreiung ist kein festgeschriebener Lösungsweg, vom Verlauf der Rahmenhandlung aber vorgesehen. So bezieht sich das Gespräch zwischen Mei Ling und 47 im zweiten Hitman-Teil (Tod dem Shogun) auf die Befreiung beim Lee-Hong-Attentat. Man kann aber Mei Ling auch töten, sodass man die notwendigen Informationen sofort bekommt. Allerdings ist dieser Lösungsweg nicht der vorgesehene.
Sergej Zavorotko
Sergej Zavorotko ist der Gegner und Auftraggeber im zweiten Hitman-Teil, Hitman 2: Silent Assassin. Genau wie sein Bruder Boris, einer der fünf Väter, die 47 im ersten Teil tötet, ist Sergej ein Schieber von chemischen, biologischen und atomaren Waffen. Er ruft 47 in das Leben als Attentäter zurück, indem er dessen engsten Vertrauten, Pater Vittorio, von der sizilianischen Mafia entführen lässt. Er benutzt 47 zur Beschaffung eines atomaren Waffensystems und zur Beseitigung der beteiligten Geschäftspartner und Mitwisser. Als das Vorhaben auffliegt, will er mit Hilfe der Testperson 17 und Killern der russischen Mafia 47 beseitigen. Wie im ersten Hitman-Teil kann 47 diese Absicht umkehren und tötet 17 und nach der Befreiung von Pater Vittorio schließlich auch Zavorotko.
Der Assistent
Ein geheimnisvoller Mann im schwarzen Anzug. Er macht Zavorotko auf 47 aufmerksam und fädelt seine Rückberufung als Auftragskiller mit ein. Die Zwischensequenzen zum Ende von Hitman 2: Silent Assassin erwecken den Eindruck, dass er Sergej selbst in eine Falle gelockt hat und anscheinend für eine Institution mit höherer Macht arbeitet.
Alexander Leland Cayne
Ein seit einem Unfall querschnittsgelähmter Rollstuhlfahrer, der Genexperimente für sich und seine Organisation exklusiv will. Aus diesem Grund will er 47 vernichten. Alexanders linke Gesichtshälfte sowie das linke Auge, das giftgrün ist, sind durch den Unfall entstellt. Es hat den Anschein, als ob er das Spezialkommando sandte, das 47 in seinem Hotelzimmer angriff. Er ist ein ranghohes Mitglied bei The Franchise, hat das Büro der Agentur ICA jedenfalls vorerst geschlossen und nahezu alle Agenten töten lassen. Cayne ist ein starker Zigarrenraucher und hat Stimmungsschwankungen. Am Ende von Hitman: Blood Money kann man ihn töten – vorausgesetzt, man kann sich aus dem Scheintoten-Zustand „befreien“.

### Organisationen
International Contract Agency
Die International Contract Agency (ICA) ist die Organisation, bei der 47 und Diana anfangs eingestellt sind bzw. werden. Sie stellt Auftragsmörder zur Verfügung, die dann wiederum gebucht werden können.
Providence
Providence ist eine gegnerische Geheimorganisation, die insbesondere in der World-of-Assassination-Trilogie eine große Rolle spielt. Ihr Anführer bzw. oberster Stellvertreter trägt den Titel Konstante. Die erste Konstante war Janus, die zweite und letzte vor der Zerschlagung durch Diana Burnwood und 47 Arthur Edwards. Providence ist der Öffentlichkeit unbekannt und versucht in den Schatten, die Kontrolle über die gesamte Welt zu bekommen, indem sie in immer mehr Bereichen ihre Finger im Spiel haben. In 47 sieht Providence ein wertvolles Werkzeug, um diesem Ziel schneller entgegenzukommen, da er auch von ihnen geschaffen wurde – Dr. Ort-Meyer war ein Mitglied von Providence.
The Franchise
The Franchise ist eine mit der ICA rivalisierende Organisation, die ebenfalls aus einer Gruppe von Auftragsmördern besteht. Wie die ICA hat The Franchise verschiedene Regierungsbehörden wie die CIA und das FBI, die sie unterstützen. Dies ist einer der Gründe, warum sie effektiv und mit den ersteren vergleichbar ist.

## Romane zu den Spielen
- William C. Dietz: Hitman: Der innere Feind. Band 1. Panini Verlag, 2007, ISBN 978-3-8332-1459-2.
- Nick: Hitman: Auftragsmörder. Schardt Verlag, 2007, ISBN 978-3-89841-364-0.
- Mawil: Action Sorgenkind. Reprodukt, 2007, ISBN 978-3-938511-81-7 (Dieser Band enthält einen Comic über Hitman 2[27]).
- Raymond Benson: Hitman: Verdammnis. Panini Verlag, 2012, ISBN 978-3-8332-2529-1.

## Verfilmungen
Der Film Hitman – Jeder stirbt alleine sollte ursprünglich am 12. Oktober 2007 in den USA anlaufen, wurde aber auf den 21. November 2007 verlegt. Der Starttermin für Deutschland war der 13. Dezember 2007. Für die Rolle des Agent 47 war ursprünglich Vin Diesel geplant, jedoch wurde diese dann von Timothy Olyphant gespielt. Die Dreharbeiten begannen Ende März in Bulgariens Hauptstadt Sofia.
Laut IMDb war ein zweiter Teil für 2012 geplant. Im Juni 2012 wurde Adrian Askarieh als Produzent des Nachfolge-Films genannt. Der Film kam unter dem Titel Hitman: Agent 47 am 21. August 2015 in die US-amerikanischen Kinos, die Hauptrollen spielen Rupert Friend und Zachary Quinto.